# Chroniques des Cheysulis
Les Chroniques des Cheysulis (titre original : Chronicles of the Cheysuli) sont une série de livres écrits par Jennifer Roberson. La série compte huit tomes racontant les aventures de la dynastie royale d'Homana, des cheysulis, qui sont des êtres vivant en symbiose avec des lirs (dont la définition est à peu près la même que celle des dæmons de Philip Pullman). Les ennemis mortels des cheysulis sont les Ihlinis, de grands mages presque immortels.

## Éditions
1. Les Métamorphes, Pocket, coll. Fantasy, no 5589, 1996 ((en) Shapechangers, Daw Books, 1984), trad. Rosalie Guillaume  (ISBN 2-266-06582-3)
2. La Ballade d'Homana, Pocket, coll. Fantasy, no 5590, 1996 ((en) The Song of Homana, Daw Books, 1985), trad. Rosalie Guillaume  (ISBN 2-266-06583-1)
3. L'Épée du destin, Pocket, coll. Fantasy, no 5591, 1997 ((en) Legacy of the Sword, Daw Books, 1986), trad. Rosalie Guillaume  (ISBN 2-266-06584-X)
4. La Piste du loup blanc, Pocket, coll. Fantasy, no 5592, 1997 ((en) Track of the White Wolf, Daw Books, 1987), trad. Rosalie Guillaume  (ISBN 2-266-06585-8)
5. Une nichée de princes, Pocket, coll. Fantasy, no 5593, 1998 ((en) A Pride of Princes, Daw Books, 1988), trad. Rosalie Guillaume  (ISBN 2-266-06586-6)
6. La Fille du Lion, Pocket, coll. Fantasy, no 5594, 1998 ((en) Daughter of the Lion, Daw Books, 1989), trad. Rosalie Guillaume  (ISBN 2-266-06587-4)
7. Le Vol du corbeau, Pocket, coll. Fantasy, no 5595, 1999 ((en) Flight of the Raven, Daw Books, 1990), trad. Rosalie Guillaume  (ISBN 2-266-06588-2)
8. La Tapisserie aux lions, Pocket, coll. Fantasy, no 5596, 2000 ((en) A Tapestry of Lions, Daw Books, 1992), trad. Rosalie Guillaume  (ISBN 2-266-06589-0)